# Politically Inept, with Homer Simpson
«Politically Inept, with Homer Simpson» (укр. «Політичні дурниці з Гомером Сімпсоном») — десята серія двадцять третього сезону мультсеріалу «Сімпсони», прем'єра якої відбулась 8 січня 2012 року у США на телеканалі «Fox».

## Сюжет
Після низки принизливих процедур реєстрації і перевірки багажу в аеропорту Сімпсони таки сідають на літак до Монтани, на весілля родички. На борту пілот повідомляє, що через непередбачені обставини рейс затримується… Через кілька годин решта пасажирам стає зле. Пілот ще раз оголошує, що пасажирам дозволено повернутись у термінал аеропорту, але не покидати його.
Зрештою, нерви Гомера не витримують, коли йому заборонили скористатися туалетом. Він просторікує про жахливе відношення авіакомпанії до своїх пасажирів. Врешті решт Гомер втрачає самоконтроль, і втікає. Барт записує все це на відео, яке викладає на YouTube, де воно швидко стає популярним.
Коли всім сподобалась промова Гомера, його запрошують висловити свою думку в популярному кабельному новинному шоу «Лоб до лоба з Нешем Кастором» (англ. «Head Butt with Nash Castor»), ведучі якого стверджують, що про Гомера миттєво забудуть. Однак, Гомер знову просторікує глядачам, що, на відміну від телевізійних хвальків, він представляє простаків. Коли шоу закінчується, керівники каналу пропонують Гомерові його власне телешоу.
У «шикарному і витонченому» шоу під назвою «Розтин з Гомером Сімпсоном» (англ. «Gut Check with Homer Simpson») Гомер представляє суміш популістських і консервативних ідей. В одному з випусків він поливає стейк у формі Америки «підливою свободи» як метафору того, що робить країну великою. Він закликає своїх глядачів протестувати проти поганих речей в суспільстві, і надягає на голову соусник. Це приносить Гомерові величезну підтримку серед середньостатистичних американців, і незабаром «рух підливи» стає популярним по всій країні.
Коли республіканська партія США обирає Гомеру для вибору «свого» кандидата на наступних президентських виборах, йому не до цікаві професійні кандидати, тож Гомер вибирає… Теда Ньюджента. Гомер запрошує Ньюджента в гості до Сімпсонів, де Ліса скаржиться, що Гомер зробив неправильний вибір, оскільки Ньюджент — «божевільний».
Цієї ж ночі Гомеру сниться Джеймс Медісон. Той показує, що Гомер соромить батьків-засновників, які у минулому так само формували американську націю…
Прокинувшись, Гомер говорить Лісі, що вона була права і Гомер нікого не висуватиме. Однак, він помічає брошуру з фото двійника Джеймса Медісона, який організовує фальшиві сни. Гомер розуміє, що сім'я обдурила його сон, щоб переконати не підтримувати Ньюджента. Розгнівавшись, Гомер стверджує, що тепер назло буде голосувати за.
В етері свого шоу Гомер представляє Теда Ньюджента як свого кандидата. Однак, коли Сімпсон намагається вдавано розплакатись, він виявляє, що не може, бо насправді не вірить у те, що говорить. Гомер оголошує по телебаченню, що він «повен лайна», і примиряється з Лісою.
У сцені під час титрів Ньюджент з Гомером співає пісню, прославляла б його як президента, якби він став ним.

## Цікаві факти і культурні відсилання
- Серія пародіює телевізійні шоу кабельних новинних каналів, як «MSNBC», «CNN» і «Fox News Channel»[1].
  - Поведінка Гомера як ведучого «Розтину…» схожа до надмірної особистості консервативного політичного коментатора Гленна Бека[2].
- «Рух підливи» є пародією на популістський рух Чаювання[3].
- Під час протестів один з послідовників Гомера тримає знак з написом «Захопіть Спрінґфілд» (укр. «Occupy movement»), що є відсиланням до політичного «руху Захоплення» 2011—2012 років[3].
- Коли, попри скажену поведінку Ньюджента, Нед Фландерс (якому перший всадив стрілу) каже, що «це нічого — головне, що Ньюджент — не мормон», це відсилання до Мітта Ромні, який балотувався у президенти США і належить до мормонів[3].
- Пісня Ньюджента наприкінці серії є пародією на його реальну пісню «Cat Scratch Fever»[4].

## Ставлення критиків і глядачів
Під час прем'єри серію переглянули 5,07 млн осіб з рейтингом 2.3, що зробило її другим найпопулярнішим шоу на каналі «Fox» тієї ночі, після «Сім'янина».
Гейден Чайлдс з «The A.V. Club» дав серії оцінку B, назвавши її «сильною» і сказавши, що епізод досягнув піку посередині політичної сатири. Він похвалив сценариста епізоду Джона Фрінка за його здатність «змальовувати достатньо кумедні ґеґи». Водночас, Чайлдс розкритикував появу Теда Ньюджента як запрошеної зірки у третьому акті зазначивши, що все «різко падає, коли шоу не може вирішити, як знущатися [з Ньюджента], не образивши його насправді». Порівнюючи із серією 6 сезону «Sideshow Bob Roberts», Чайлдс зробив висновок, що у плані політичної сатири «Politically Inept, with Homer Simpson» значно гірша, «хоча в середній частині цього епізоду були моменти, які на одному рівні [із „Sideshow Bob Roberts“]».
Джеймс Краґнейл із «Mediaite» прокоментував, що «сценаристи „Сімпсонів“ перевершили себе з цією беззастережною пародією на надмірно галасливі шахрайства деяких діячів персонажів теленовин».
Згідно з голосуванням на сайті The NoHomers Club більшість фанатів оцінили серію на 1/5 із середньою оцінкою 2,43/5.